# فانافاسي
فانافاسي (بالإنجليزية: Vanavasi)‏ هي منطقة سكنية تقع في الهند في ضاحية سالم. يقدر عدد سكانها بـ 6,749 نسمة .